# Ematurga artemisiaria
Ematurga artemisiaria là một loài bướm đêm trong họ Geometridae.